# ララピポ
『ララピポ』は、奥田英朗の小説。映画化され、2009年に公開された。

## あらすじ
それぞれ不本意な生活を送っている「負け組」の登場人物達が少しずつ関わりあうオムニバス形式となっている。
WHAT A FOOL BELIEVES
32歳のフリーライター杉山博は仕事が減り破綻気味の生活を送っている。最近上の階に越してきた栗野が頻繁に若い女性を連れ込むことを知り、盗聴器を購入して夜毎の性行為の音を盗み聞きしては自慰行為に耽っていた。手持無沙汰な時間を紛らわすために通っている図書館でよく顔を見る玉木小百合と知り合い、誘われるままに彼女のマンションを訪れる。
GET UP,STAND UP
23歳のスカウトマン栗野健二は女性に下手に出過ぎる弱点から送迎、夜食作り、マッサージとほとんど下男のようにスカウトした女性をケアする日々を送っていた。　スカウトしたデパートガールのトモコがほとんど自分の意思を示さず、言われるままに流されるタイプであることに気付いた彼はキャバクラからより過激な風俗に移籍させていく。トモコからストーカーの相談を持ちかけられた栗野は避難を口実に昼の仕事を辞めさせ同棲に持ち込み、さらにアダルトビデオの撮影に送り込もうとする。
LIGHT MY FIRE
熟女AV女優としてデビューした主婦の佐藤良枝は退屈な日常を紛らわすために、向かいにある豪邸から郵便物を抜き取り盗み見を繰り返してきた。或る時から飼い犬の吠え声に抗議する匿名の手紙が紛れ込むようになる。良枝はそこに勝手に近所の住民の名を書き加えて郵便受けに戻してほくそえんでいたが、内容は次第に明白な脅迫の内容へと変わっていく。指紋を付けてしまったことに気付いた良枝は途中から手紙を戻さず処分するようになるが、差出人の怒りはさらにエスカレートしていった。そんなある日、良枝は親子丼ものの撮影を依頼され喜び勇んで撮影に向かうが…。
GIMMIE SHELTER
青柳光一はキャッチセールスや拡張員のセールスも断れない気弱なフリーター。不規則な勤務の上に近所の飼い犬の鳴き声で熟睡できずに神経をすり減らす日々を送っていた。ある日、カラオケボックスで働く同僚が部屋を女子高生の出張風俗に使用されていることを見つけ、口止め料として無料でサービスを受けさせることを要求する。流されるように自分もサービスを受けてしまうが、やがてポン引きのチンピラの知るところとなり、カラオケボックスを売春のホテルがわりにするのを黙認するように強要されてしまう。　
I SHALL BE RELEASED
西郷寺敬次郎はかつて文学新人賞を受賞しながらも、地位の低い官能小説家に甘んじている現状に不満を抱いていた。そんな折、取材を口実にカラオケボックスで行われる女子高生の出張風俗を体験する。一念発起して書き溜めた純文学の原稿を大手出版社に持ち込むものの断られ、妻からも軽んじられた敬次郎は残された生きがいとばかりに出張風俗にのめりこむが、敬二郎が通い詰める出張風俗には警察の内偵が迫りつつあった…。
GOOD VIBRATIONS
テープリライトの仕事で生計を立てる玉木小百合は豊満な肉体を武器に図書館でたびたび男を誘い、自宅に連れ込んでは性行為を隠し撮りし裏ビデオ店に売却して副収入を得ていた。自称ライターの杉山とのビデオは「デブ女と醜男シリーズ」の中でも人気を得たが、杉山との関係が途切れた小百合は図書館でさぼっている郵便局員の山田を誘って新たな被写体とする。　調子に乗った山田は同僚を連れてきて行為もエスカレートし、遠慮のない山田達の姿を克明にとらえたビデオも迫真のドキュメントとして異常な人気となっていく。ところがある日、上司に叱責された鬱憤をぶつけに来た山田とわずかに残った仕事を失い憔悴した杉山が鉢合わせしてしまう。

## 登場人物
杉山博　
32歳のフリーライター。現在はメーカーのプレスリリースをまとめる新製品のパブ記事のページを一つ受け持つだけに落ちぶれている。　後輩のライターにフラれたことがきっかけで対人恐怖症気味。一流大学を卒業したことが心の支えとなっているが、100キロを超える肥満体。アパートに入居してきた栗野が頻繁に女性を連れ込むことを知り、盗聴マイクで性行為の音を盗み聞きしている。
栗野健治
渋谷センター街で活動する23歳のスカウトマン。送り込む先は報酬の低いキャバクラのため稼ぎは少ない。先輩や社長のように女性に強気に出られないためスカウトした女性からも尻に敷かれがち。「強く押されると断れない女」トモコをスカウトし、ついにアダルトビデオの撮影に送り込む。
西沢
栗野の先輩のスカウトマン。ソープランドやAVにも送り込んでいるため栗野の3倍近い稼ぎがありベンツを乗り回している。度々性交を要求する佐藤良枝に閉口してマネジメントを栗野に押し付けた。
青柳光一
26歳のカラオケボックスのバイト店員。他人の頼みを断れない気弱な性格で、新聞の拡張員から何紙も契約させられている。カラオケボックスが援助交際の現場となってしまい、ポン引きのチンピラからも目溢しを要求される。アパートの裏手にある豪邸の犬の吠え声でストレスをためており、度々匿名の脅迫状を送っている。
佐藤良枝
自宅がゴミ屋敷となっている43歳の怠惰な専業主婦。栗野の先輩にスカウトされ熟女AV女優としてデビューするが、AV男優との性行為の快感に目覚めて仕事に加えてマネージャーにも性行為を要求するようになる。裕福そうに見える隣家の郵便物を開封し盗み見る事が日課となっている。実はトモコの母親。
西郷寺敬次郎
かつて文学新人賞を受賞したが、現在は書店の本棚でもすぐに入れ替えられる官能小説を口述筆記して量産する官能小説家。それなりに売れっ子で経済的にはゆとりがあるものの、妻から軽く見られていることもあって純文学に強いコンプレックスを持っている。青柳が勤めるカラオケボックスで行われる女子高生の出張風俗を体験しのめり込むようになる。52歳。
玉木小百合
28歳のテープリライトの在宅ワーカー。地味なルックスかつ肥満体だが、図書館で度々逆ナンパをしては自宅に男性を連れ込み、性行為を隠し撮りして裏ビデオ屋に売り小遣い稼ぎをしている。そのビデオは迫真のドキュメントとしてマニアに高い人気を博している。

## 書籍情報
ハードカバー版
- 奥田英朗「ララピポ」幻冬舎、2005年9月27日刊行、ISBN 978-4344010512

文庫版
- 奥田英朗「ララピポ」幻冬舎<幻冬舎文庫>、2008年8月7日刊行、ISBN 978-4344411661

電子書籍
- 奥田英朗「ララピポ」幻冬舎、2012年1月27日配信

## 映画
R15+指定である。

### キャスト
- 栗野健治 - 成宮寛貴
- 玉木小百合 - 村上知子
- 佐藤智子 - 中村ゆり
- 青柳光一 - 吉村崇
- 杉山博 - 皆川猿時
- 佐藤良枝 - 濱田マリ
- 松本さゆき、原紗央莉、中村有志、大西ライオン、杉作J太郎、坂本あきら、インリン・オブ・ジョイトイ、林家ペー、林家パー子、佐田正樹（バッドボーイズ）、蛭子能収、山口香緒里、渡辺哲、森下能幸、勝谷誠彦、チャド・マレーン、新井浩文

### スタッフ
- 監督：宮野雅之
- 原作：奥田英朗
- 脚本：中島哲也
- 音楽：笹本安詞
- 音楽プロデュース：GRAND FUNK(グランドファンク)
- 音楽スーパバーザー：近田春夫[1]
- 主題歌：「people in the World」AI
- ビデオエンジニア：千葉清美
- 撮影：尾澤篤史
- 照明：藤井隆二
- 美術：都築雄二
- 装飾：西尾共未
- スタイリスト：申谷弘美
- 制作担当：加藤賢治
- 助監督：野尻克己
- ライン・プロデューサー：桑山和之
- 制作：佐藤直樹、水上晴司
- プロデューサー：石田雄治、鈴木ゆたか、松本整
- 配給：日活
- 企画・配給協力：デスペラード
- 制作プロダクション：リクリ
- 制作協力：ジャンゴフィルム
- 製作：『ララピポ』製作委員会（日活、デスペラード、博報堂DYメディアパートナーズ、幻冬舎、吉本興業、パルコ、日本出版販売、リクリ、トップコート）

### 劇中歌
- ララFUN/TARANTULA ORCHESTRA starring Diggy-MO' (SOUL'd OUT)
- 愛をKU-RE! KURE!/TARANTULA ORCHESTRA starring 関谷謙太郎（アンダー ザ カウンター）
- ENCORE/TARANTULA ORCHESTRA starring Ryohei
- Scenery/TARANTULA ORCHESTRA starring immi
- 明日を歌えば/TARANTULA ORCHESTRA starring 千葉はな
- All The Love/TARANTULA ORCHESTRA starring Koh (KG)
- BABY MARIA/TARANTULA ORCHESTRA starring Mizrock
- What's happen?/TARANTULA ORCHESTRA starring イトキン（ET-KING）
- FLY AWAY/TARANTULA ORCHESTRA
- Shake Your"最高"NIGHT/TARANTULA ORCHESTRA starring 西野名菜
- Don't Leave Me Alone/TARANTULA ORCHESTRA starring YOSHIKA
- DA SHOW MORE NIGHT & DAY!/TARANTULA ORCHESTRA starring 名取香り
- Sunshine Sunlight/TARANTULA ORCHESTRA starring 日之内エミ

## オーディオブック
2020年5月31日よりオトバンクのオーディオブック配信サービス「audiobook.jp」よりオーディオブック化された。
キャスト
- 栗野健治 - 虎島貴明
- 佐藤良枝 - 北崎ひとみ
- 青柳光一 - 小林直人
- 西郷寺敬次郎 - 小林かつのり
- 玉木小百合 - 佐倉ゆき
- かほり - 小日向みき
- 青木千尋
- 有賀朔彦
- おおせまり
- 佐藤慧
- 拝師みほ
- 三浦まどか